# Веденєєв Борис Євгенович
Бори́с Євге́нович Веденє́єв (2 січня 1885, місто Тифліс, тепер Тбілісі, Грузія — 25 вересня 1946, місто Москва, тепер Російська Федерація) — радянський вчений, енергетик і гідротехнік, спеціаліст з теорії економічного обґрунтування будівництва ГЕС. Академік Академії наук СРСР (з 29.03.1932 року по Відділенню математичних та природничих наук (енергетика)). Депутат Верховної Ради СРСР 1—2-го скликань.

## Життєпис
Народився в родині інженера-шляховика. У 1909 році закінчив Петербурзький інститут інженерів шляхів сполучення, здобув звання інженера-гідротехніка.
На початку XX століття займався проєктуванням та будівництвом морських портових споруд на Далекому Сході та в Мурманську. Брав участь у розробці одного з перших проєктів гідростанції на Дніпровських порогах.
З 1920 року брав участь у розробці плану ГОЕЛРО. З 1921 до 1926 року був одним із керівників зведення Волховської та Нижньосвірської ГЕС біля Петрограда (Ленінграда).
У 1927—1932 роках — головний інженер гідротехнічних споруд та заступник начальника Дніпробуду (будівництва Дніпровської ГЕС), де реалізував оригінальну схему виконання робіт, що прискорила та полегшила зведення греблі та будівлі електростанції.
Одночасно в 1927—1934 роках — член редакційної колегії «Технічної енциклопедії» у 26 томах за редакцією Л.Мартенса, автор статей з тематики «гідротехнічні споруди».
Потім працював у Народному комісаріаті електростанцій СРСР: був головним інженером «Головенерго», головним інженером та начальником «Головгідроенергобуду», заступником народного комісара електростанцій СРСР та головою технічної ради наркомату (з 1946 року —  міністерства) електростанцій. Брав участь у вирішенні найбільших гідроенергетичних та гідротехнічних проблем, а також питань, пов'язаних із спорудженням Московського метрополітену та ін. Був одним із керівників зведення Кондопозької ГЕС.
У Академії наук СРСР брав участь у роботі Енергетичного інституту та секції з наукової розробки проблем водного господарства, а також у роботі конференцій з вивчення продуктивних сил різних районів СРСР. Займався питаннями теорії енерго-економічного обґрунтування гідроелектробудування. Зокрема, запропонував поширений спосіб розрахунку вартості спорудження гідроелектростанцій за т.з. методом наведеного бетону.
Вів також педагогічну роботу, розробив оригінальний курс гідроенергетики. Був одним із керівників Всесоюзної ради наукових інженерно-технічних товариств та відповідальним редактором журналу «Електрика» Під час німецько-радянської війни був членом Надзвичайної державної комісії зі встановлення та розслідування злочинів німецько-фашистських загарбників.
Помер 25 вересня 1946 року після тривалої і важкої хвороби в Москві. Похований на Новодівичому цвинтарі Москви.
У 1946 році ім'я Веденєєва присвоїли Всесоюзному науково-дослідному інституту гідротехніки в Ленінграді. Його іменем названі вулиці в Санкт-Петербурзі, Петергофі, Пермі, Заволжі, Волхові та в селі Павлівка Нуримановського району в Башкортостані.

## Родина
Мати — Пелагея Іванівна Авдєєва, батько — Євген Львович Вєденєєв. Сестри: Ольга (1880-?; музикант, жила в Японії), Ніна (1882—1955, фізик, лауреат Сталінської премії), Марія (1887—1958, працювала архітектором у Ленінграді).

## Основні праці
- Гідроелектричні силові установки, 2 вид. Ленінград, 1926.
- Греблі на Волзі, в книзі: Праці листопадової сесії Академії наук СРСР, присвяченій проблемі Волго-Каспію. Ленінград, 1934.
- Простий об'єктивний метод визначення вартості гідроенерговузлів та його застосування при проєктуванні / журнал «Гідротехнічне будівництво», 1936, № 6.
- До питання про методологію визначення вартості енергії при проєктуванні гідроелектростанцій / журнал «Гідротехнічне будівництво», 1945, № 1-2.
- Молотовська область — енергетична база Уралу / журнал «Електрика», 1946, № 2.

## Нагороди
- три ордени Леніна (17.09.1932, 1.01.1945)
- орден Вітчизняної війни І ст. (10.06.1945)
- два ордени Трудового Червоного Прапора (21.04.1939, 1.04.1945)
- медаль «За доблесну працю у Великій Вітчизняній війні 1941—1945 рр.» (1945)
- Сталінська премія І ст. (1943) — за багаторічні видатні роботи в галузі науки і техніки